# 서산시립도서관
서산시립도서관은 충청남도 서산시 읍내동(부춘공원 2로 26) 소재의 시립 도서관이다.

## 연혁
- 1995.10.17. 준공
- 1995.10.18. 조례공포
- 1995.11.27. 시립도서관 본관 개관
- 1996.08.30. 대산분관 준공
- 1996.10.14. 대산분관 조례 공표
- 1996.11.21. 대산분관 개관
- 2009.10.09. 인지작은도서관 개관
- 2010.12.23. 고북작은도서관 개관
- 2011.11.11. 부석작은도서관 개관

## 시설 현황
- 2층: 일반열람실, 성인열람실, 예산작업실, 디지털자료실, 회의실, 제1·2강의실
- 1층: 종합자료실, 아동자료실, 행정참고자료실, 장애인열람실, 사무실
- 지하1층: 유아자료실, 강당, 일반서고, 행정서고, 기계보일러실, 매점
- 이동도서관(도시형 버스)

## 시설 사진

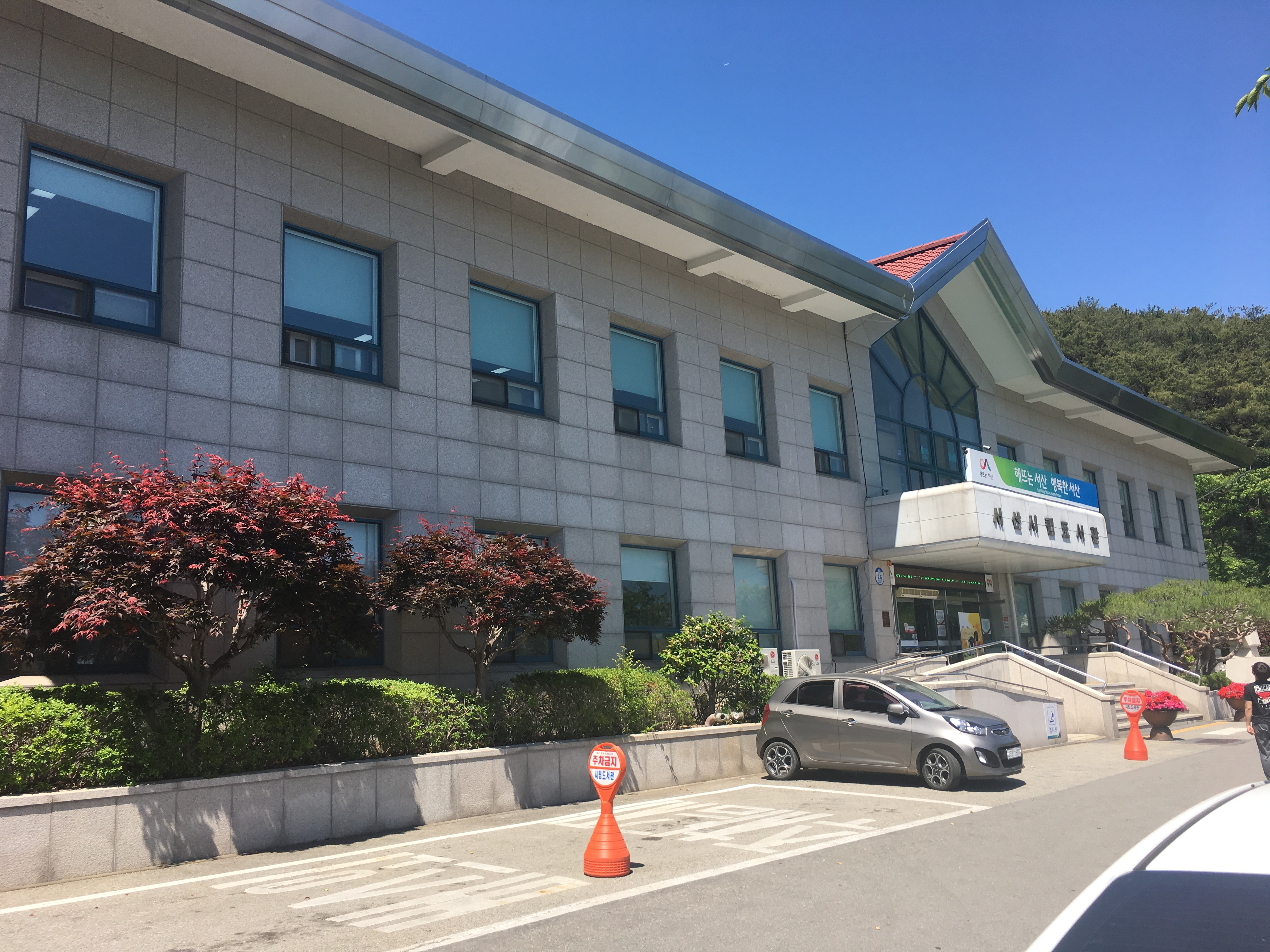
도서관 전경
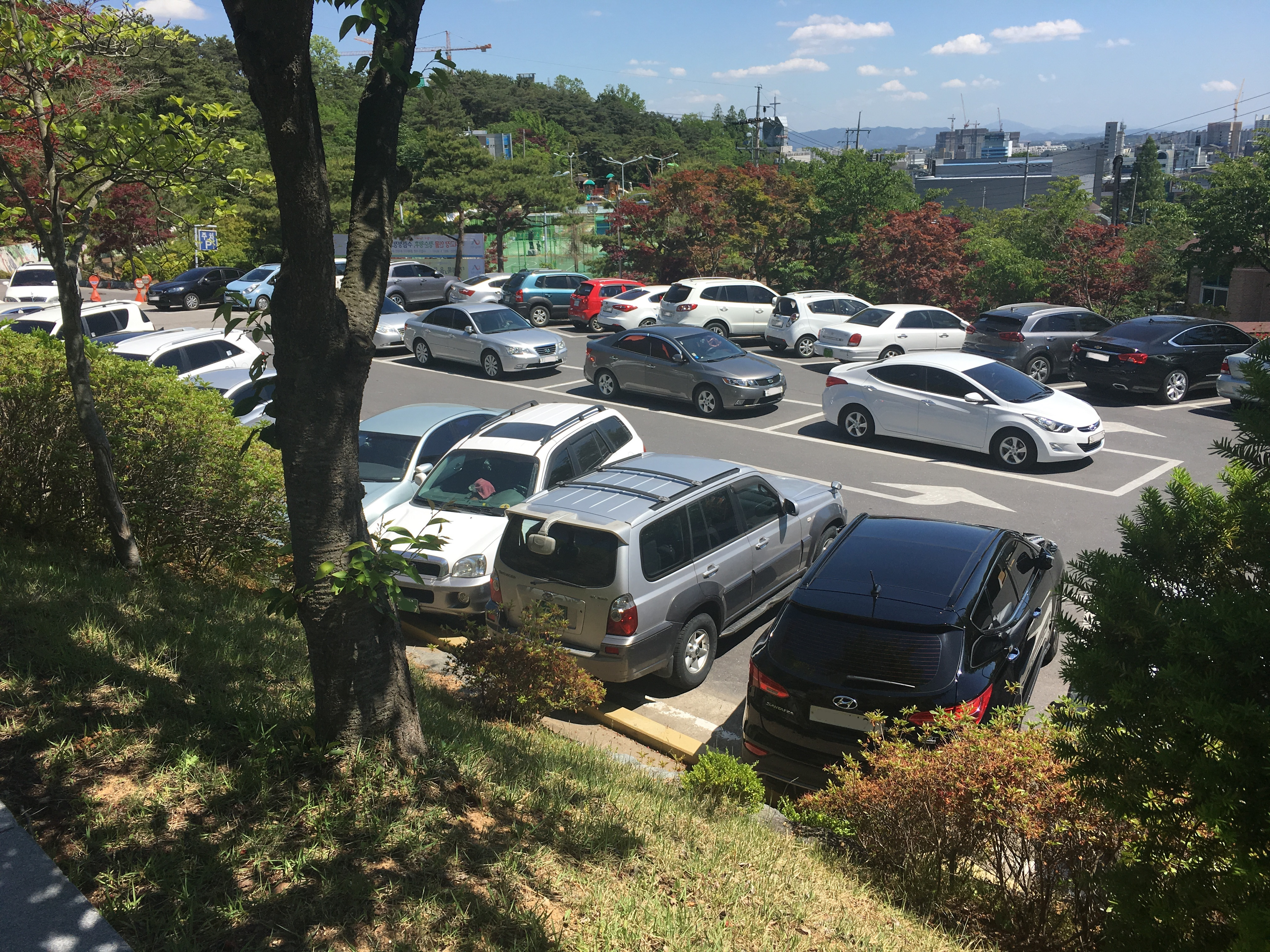
도서관 옥외주차장
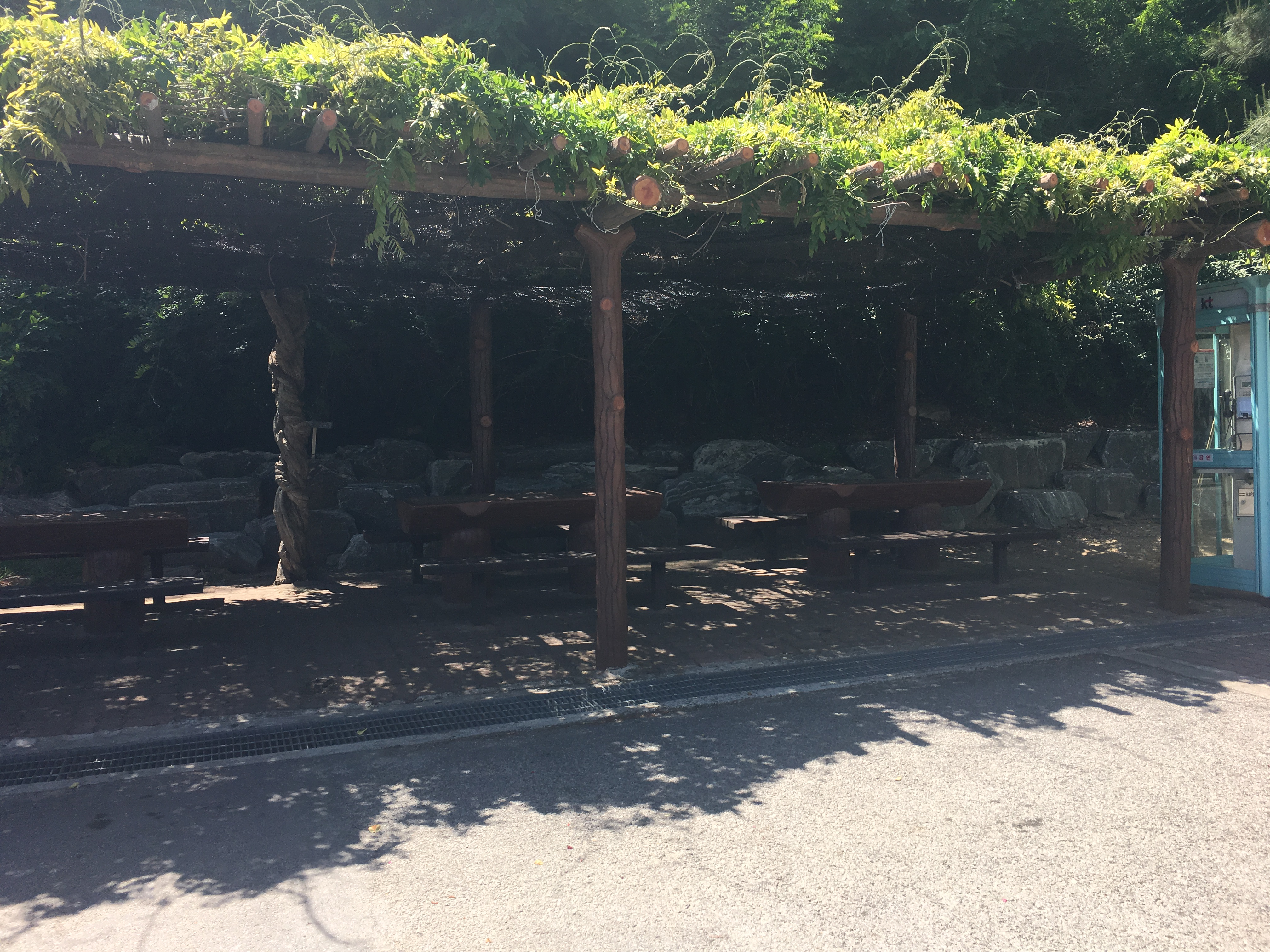
도서관 옥외 벤치
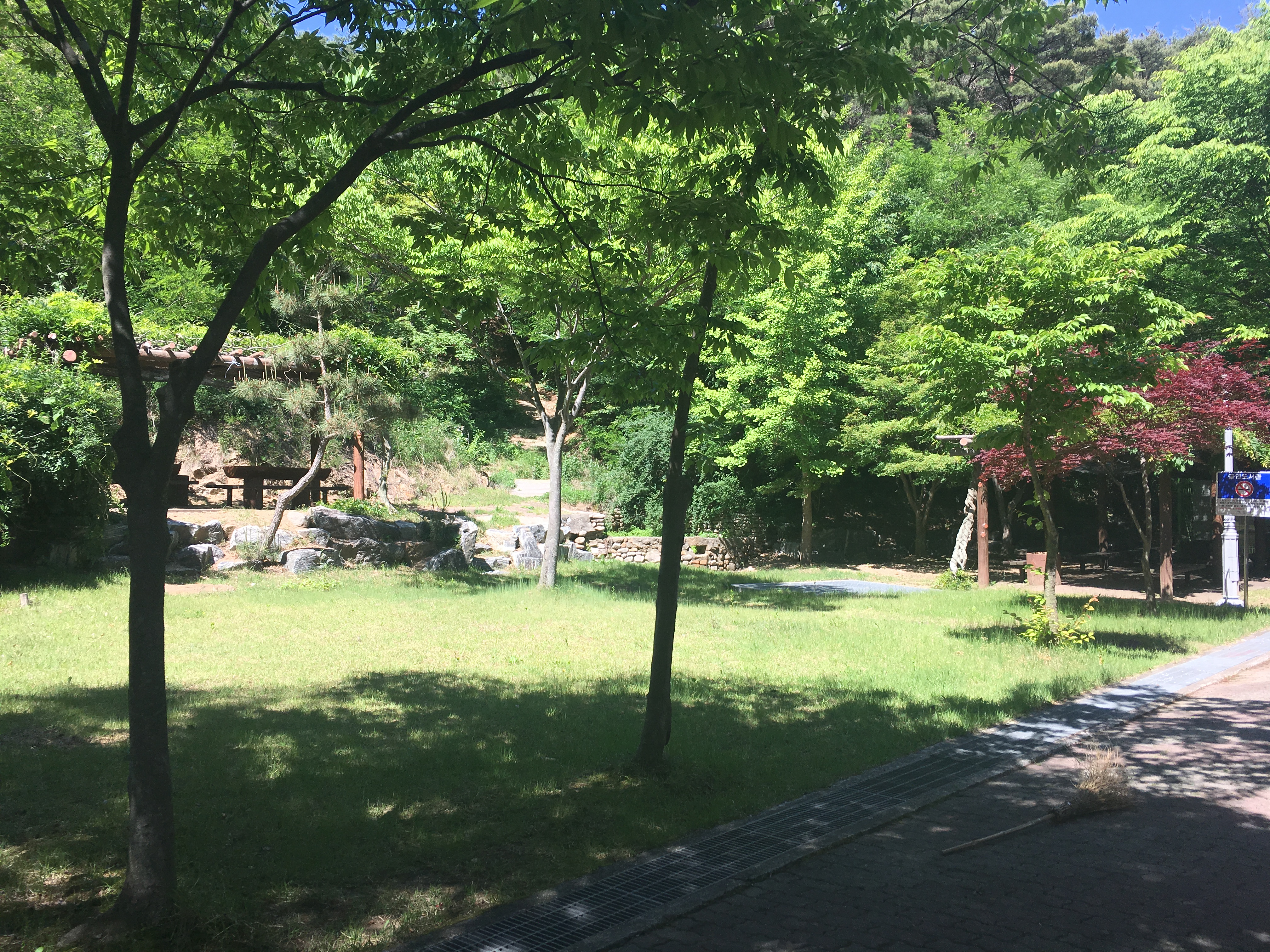
도서관 옥외 뒷쪽 벤치
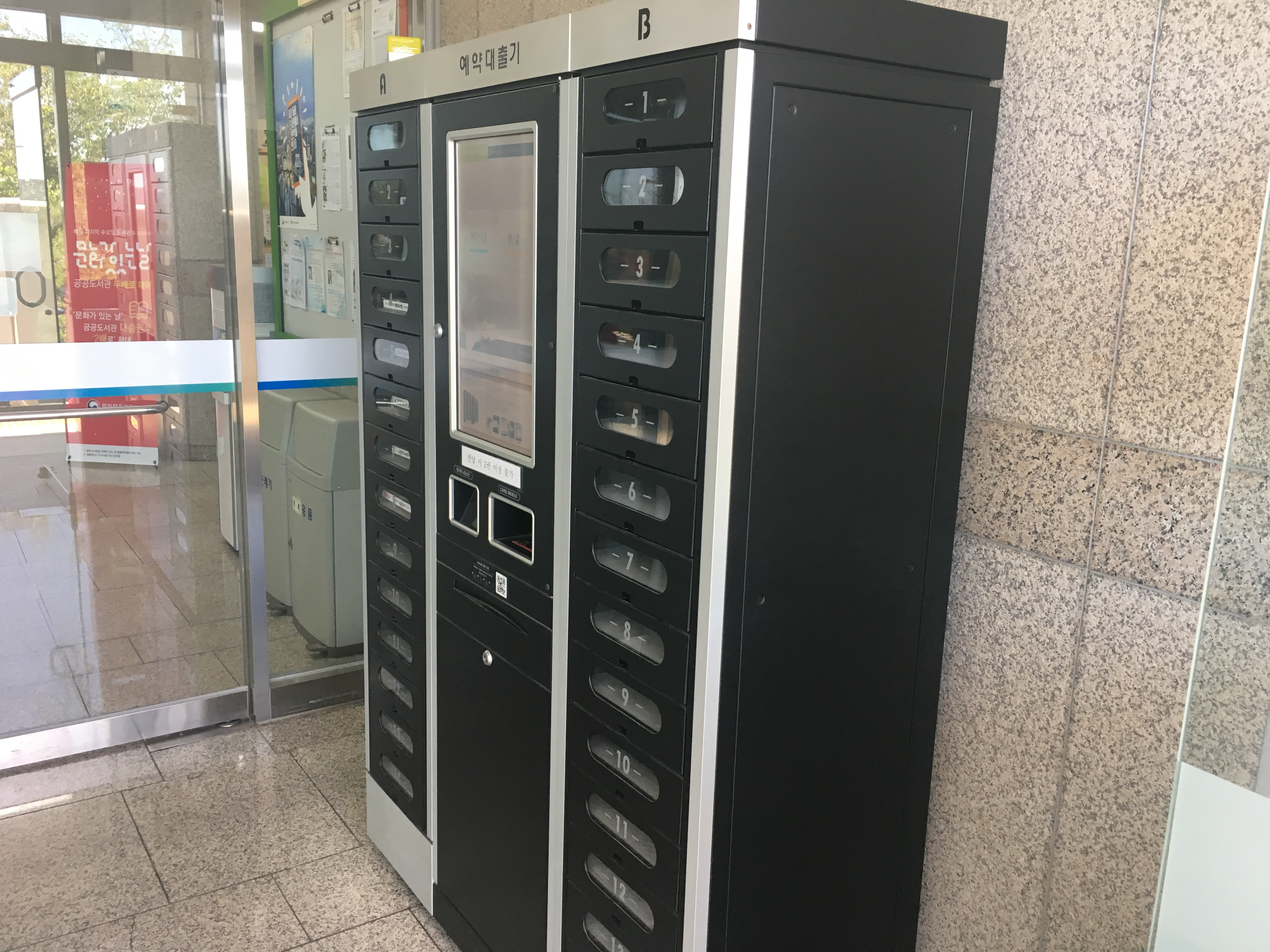
도서관 무인 예약대출, 반납기
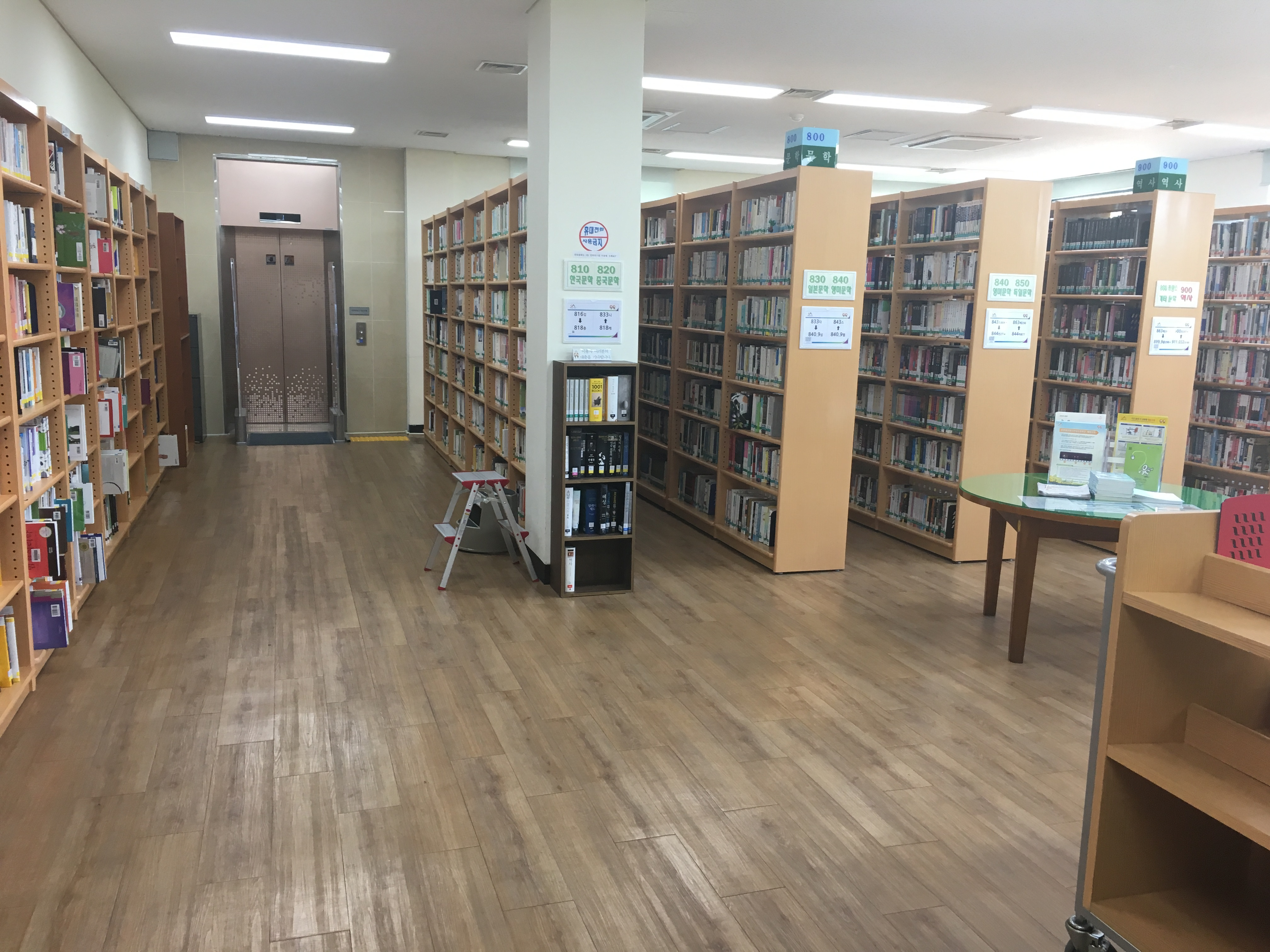
종합자료실 서가
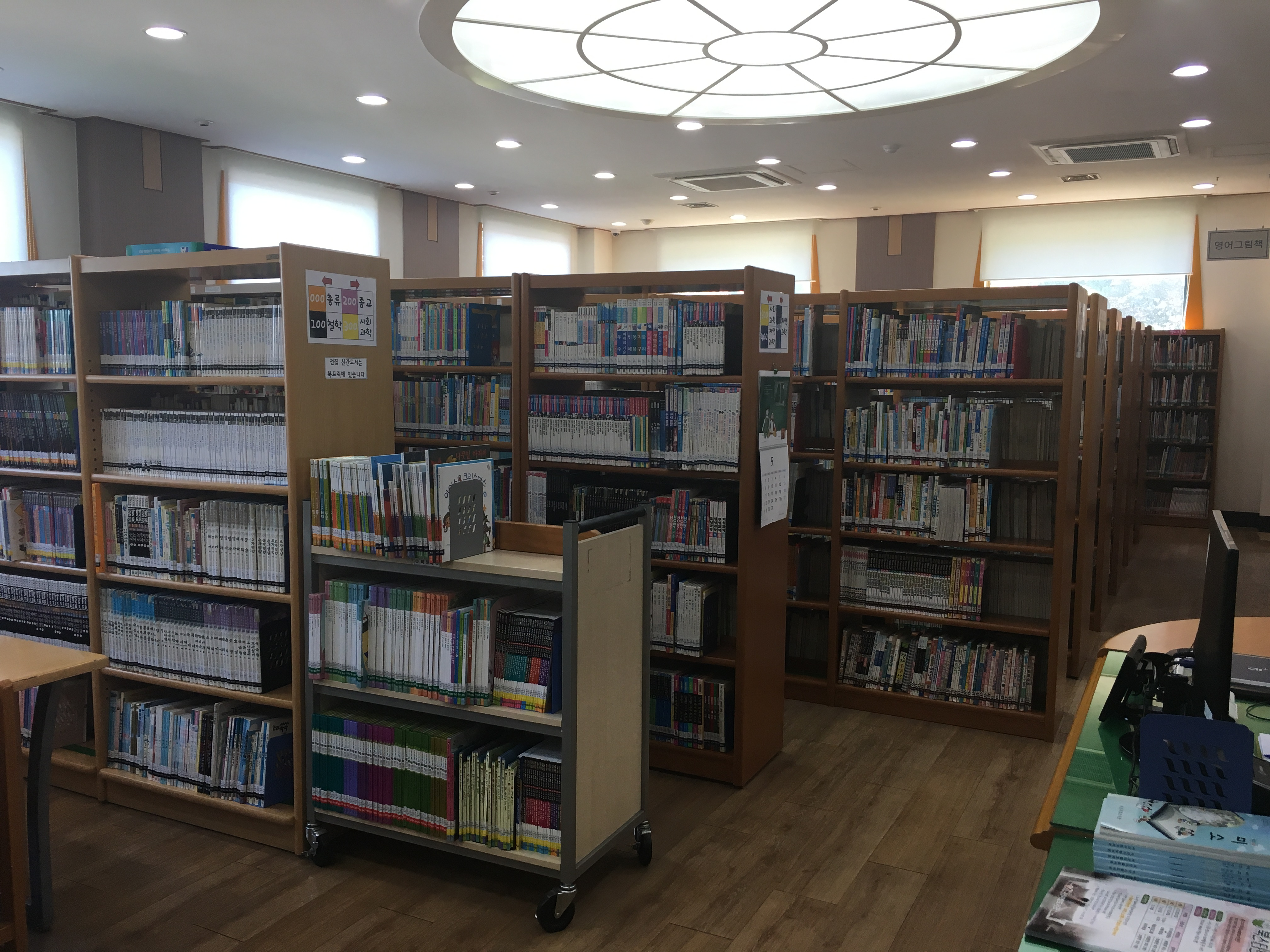
아동자료실 서가
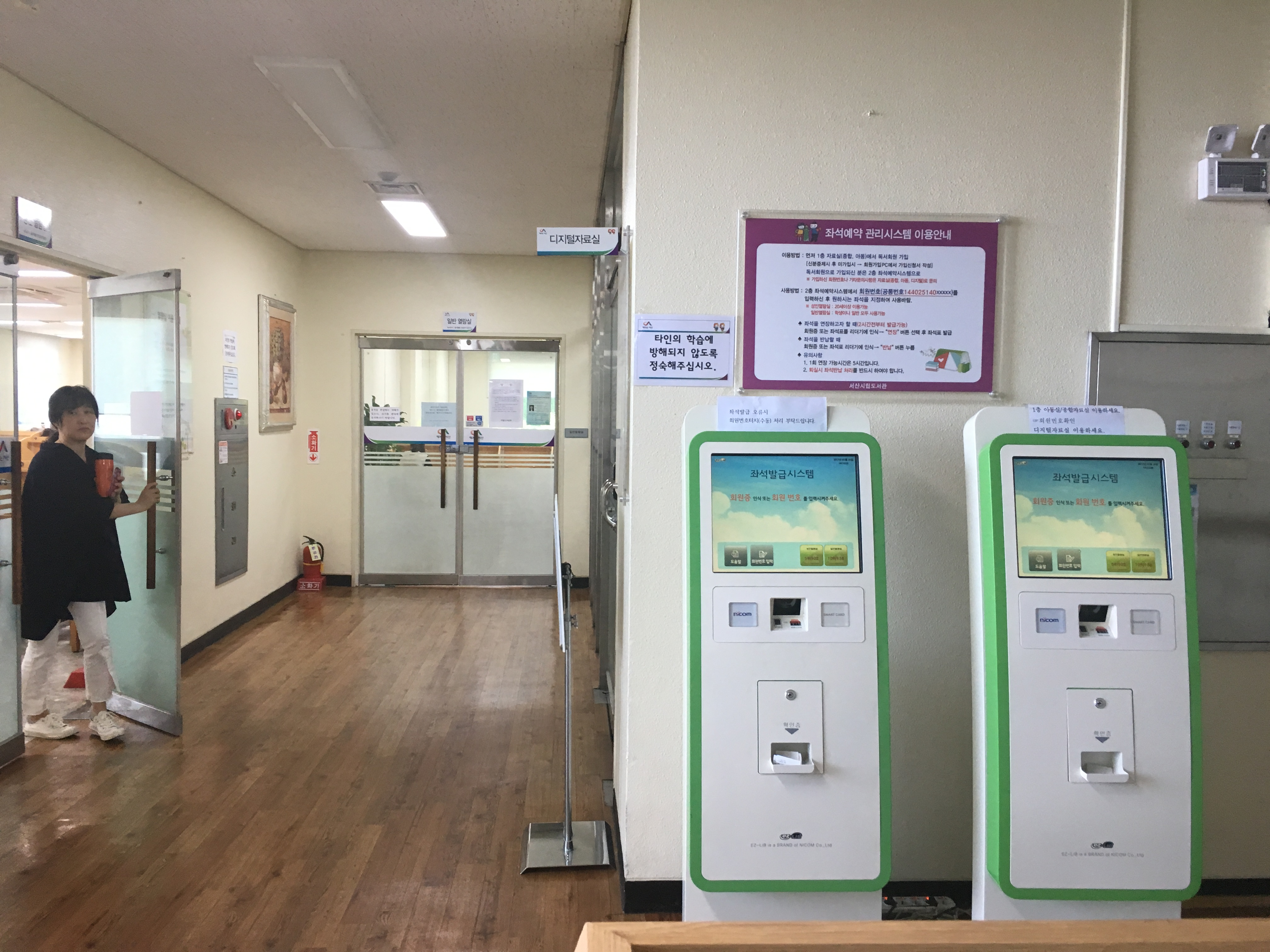
2층 열람실 좌석발급기
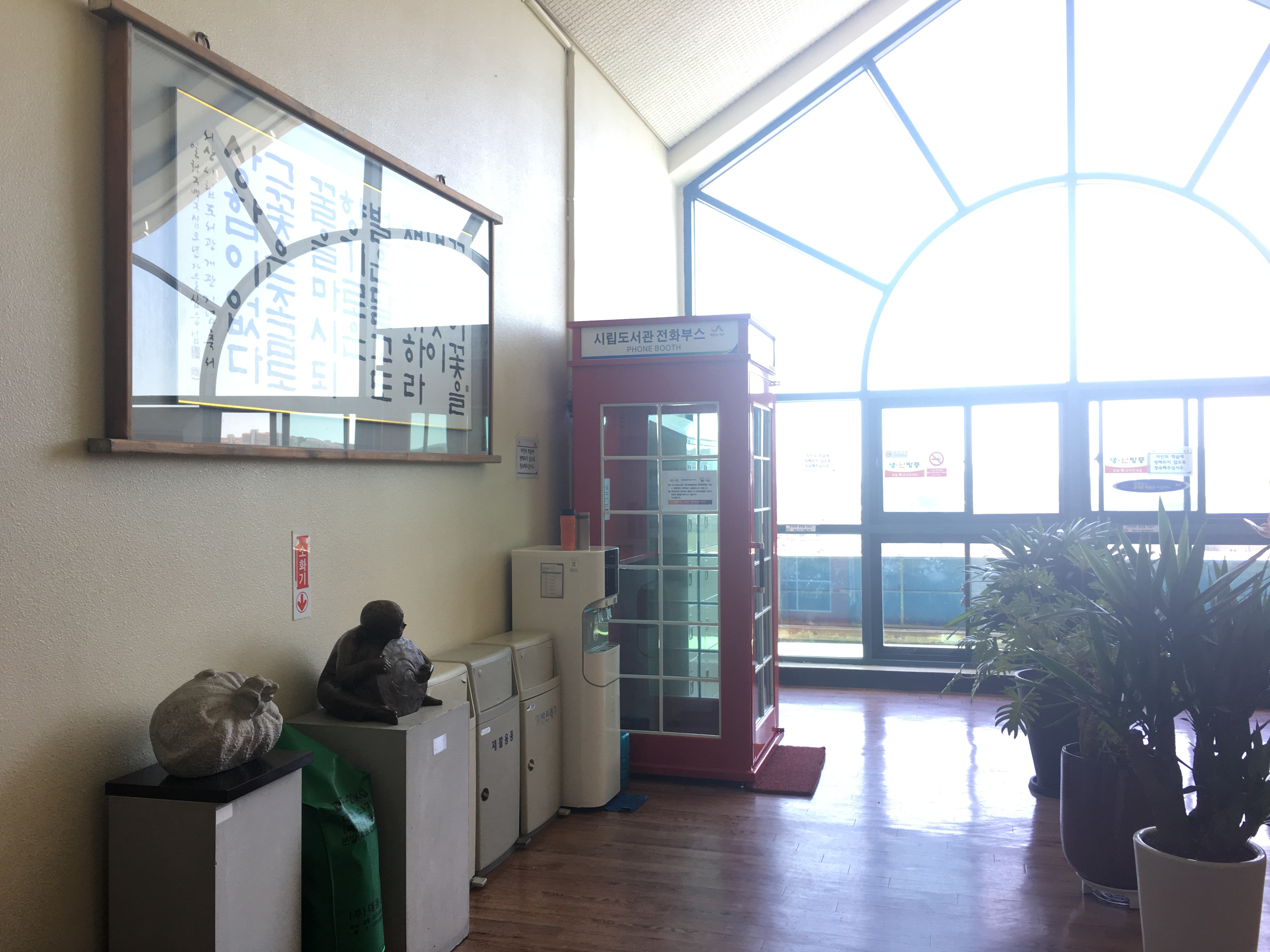
2층 로비
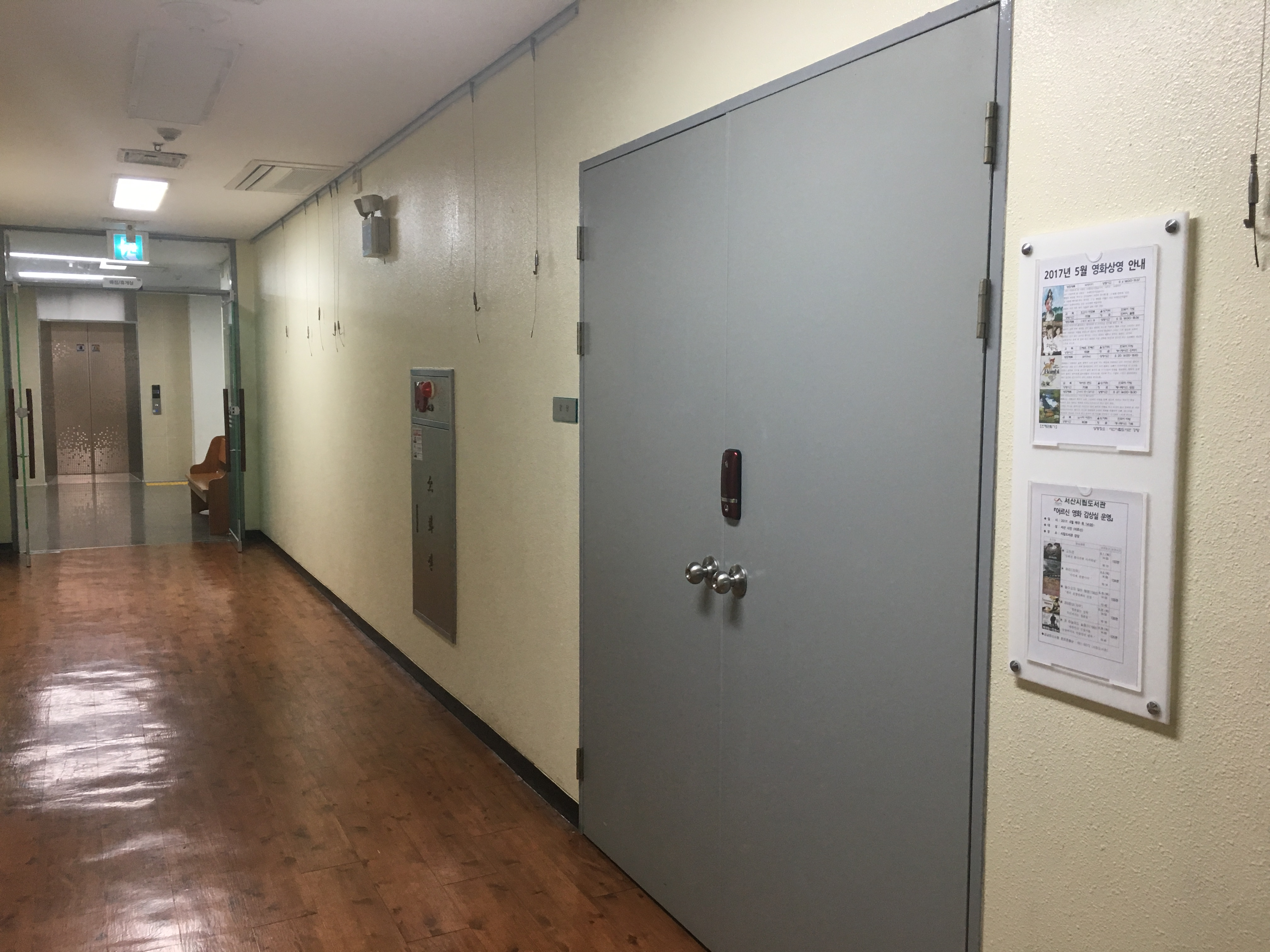
지하 강당, 복도
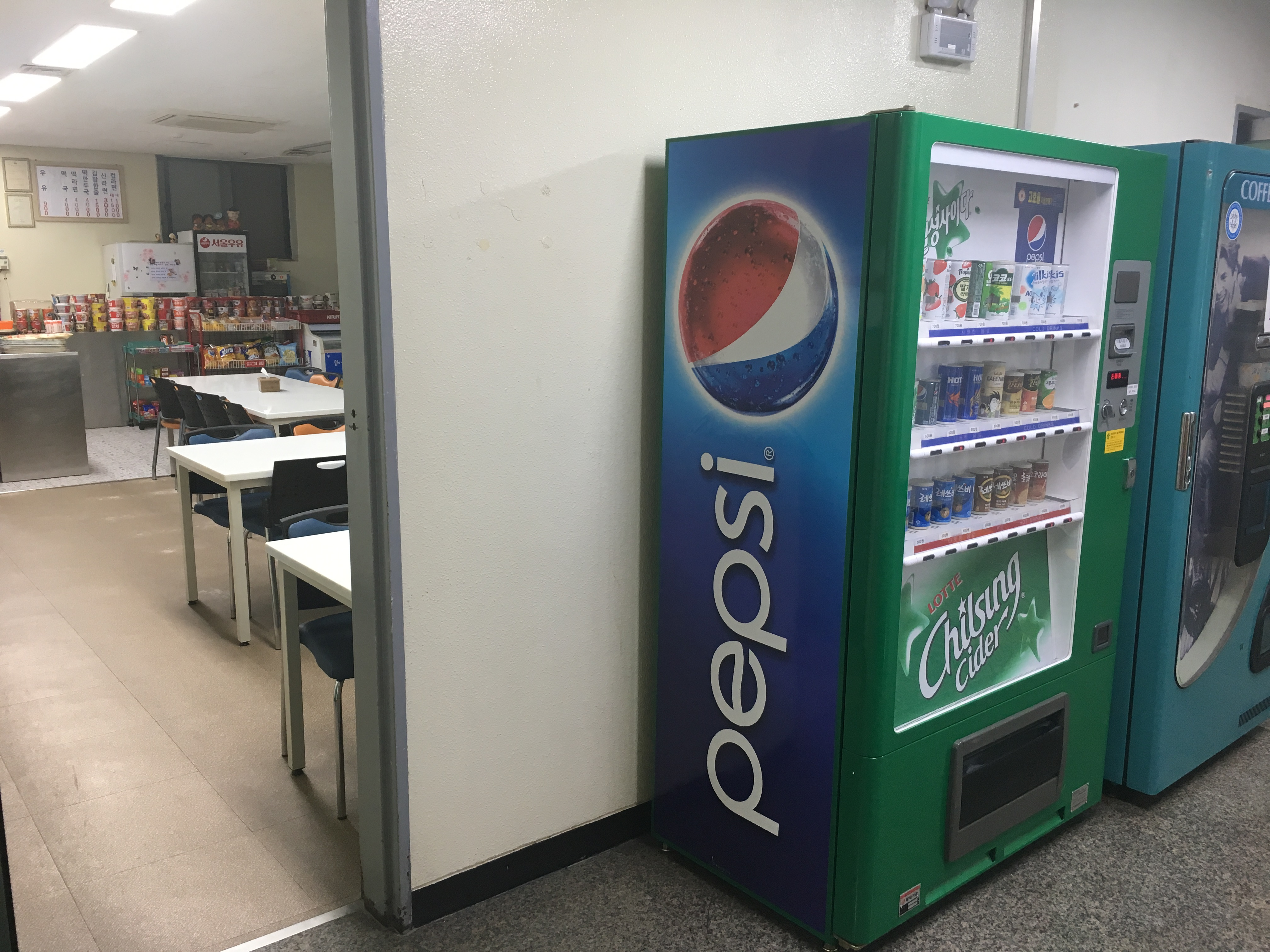
지하 휴게시설
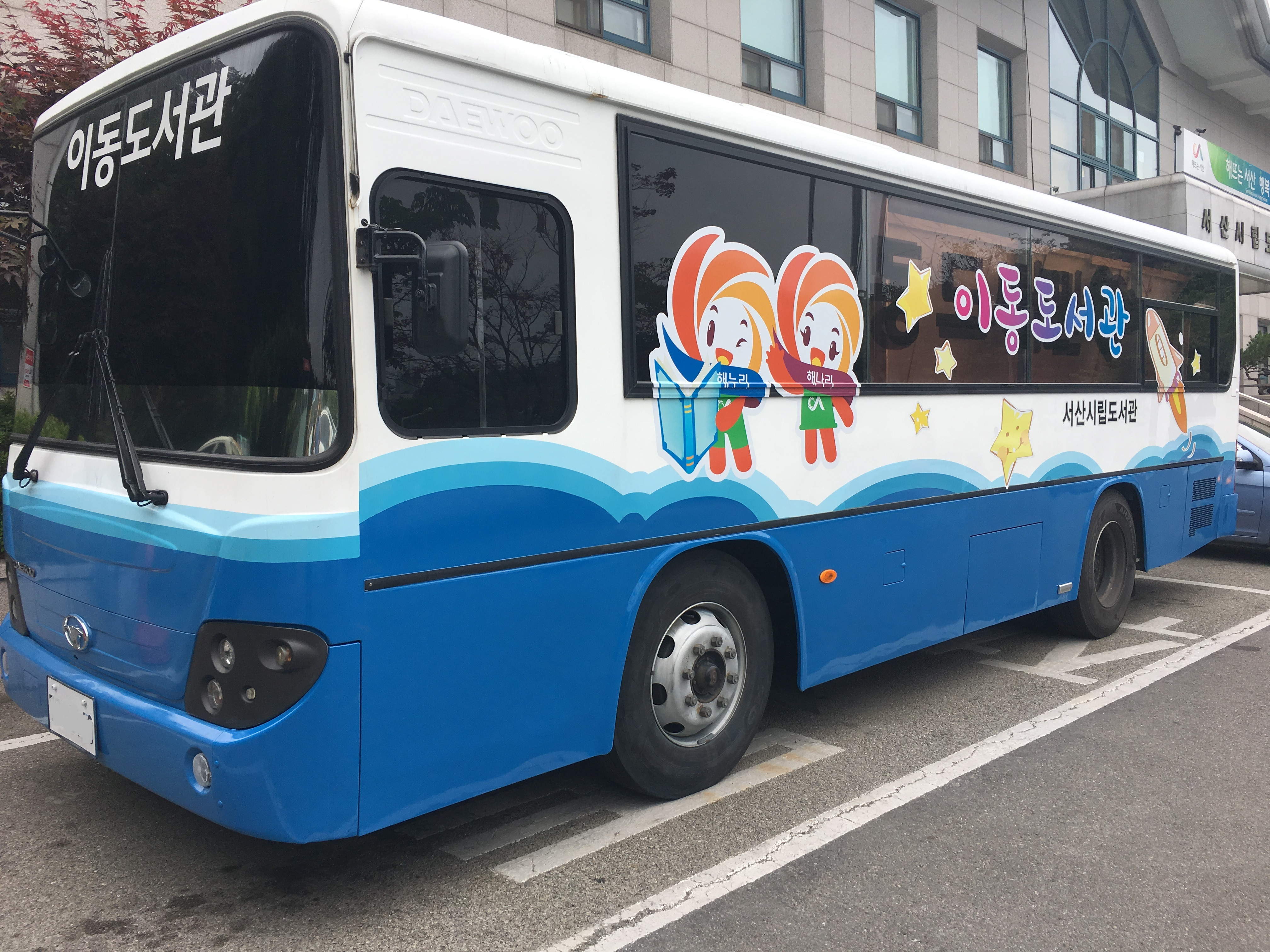
이동도서관

## 독서문화 프로그램 현황
- 매주 : 영화상영, 견학, 강연, 상/하반기 독서문화 프로그램 등
- 매월 : 문화의 날 원작이 있는 영화 상영 등
- 매년 : 길 위의 인문학, 한도시 한책읽기 등